# Qvist & Gjers

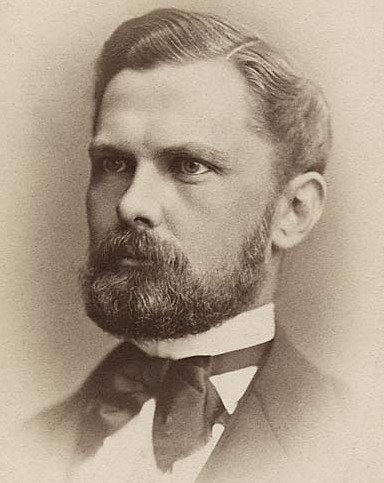
Samuel Gjers, 18733.

Qvist & Gjers var en ingenjörsbyrå i Arboga som grundades 1876 av ingenjörerna Leonard Qvist (1837-1906) och Samuel Gjers (1840-1900). Från att vara allmänt engagerad i att konstruera anläggningar till bergshantering, blev byrån under 1880-talet främst specialiserad på att rita vattenbyggnader och vattenkraftmaskiner och firman stod fram till sekelskiftet 1900 bakom flertalet av Sveriges vattenkraftverk, mycket på grund av de egna turbinkonstruktionerna. 

## Samuel Gjers
Samuel Gjers utbildade sig vid Chalmerska slöjdskolan i Göteborg. Han reste sedan till England och USA för att studera modern ståltillverkning. Efter hemkomsten blev han bruksbyggmästare och senare anställd som avdelningschef på ritkontoret på Motala Verkstad. År 1876 grundade han ingenjörsfirman Qvist & Gjers i Arboga tillsammans med sin svåger Leonard Qvist.

## Leonard Qvist
Leonard Qvist utbildde sig också vid Chalmerska slöjdskolan. Till en början var han främst verksam som bruksbyggmästare och samarbetade under en period med Wilhelm Wenström, som var far till Göran och Jonas Wenström. Under några år efter en studieresa till England hade han en egen konstruktionsbyrå innan han tillsammans med Samuel Gjers startade den gemensamma byrån.

## Samarbetet

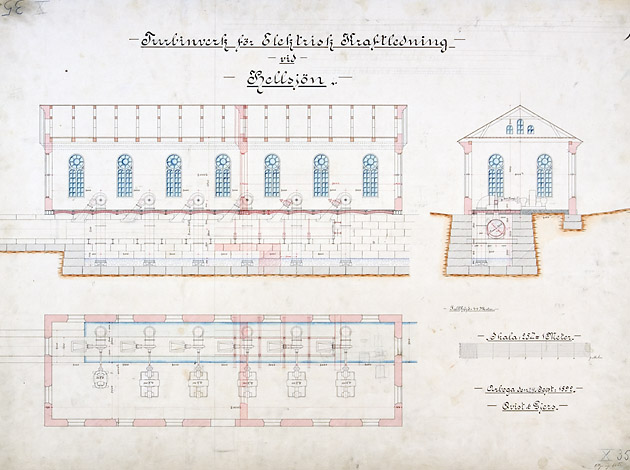
Ritning för Hellsjöns kraftstation, 1892.

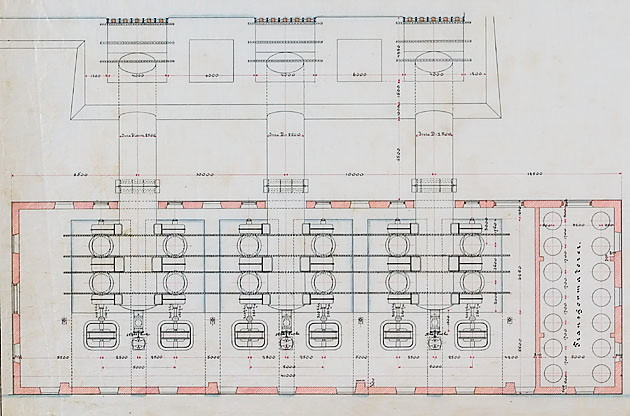
Ritning för Trångfors kraftstation, 1898.

Qvist lär ha varit den mer praktiske och utåtriktade av de två kompanjonerna. Han skissade upp och utförde en del av sina förslag på byggnadsplatserna och kunde också där agera som arbetsledare. Gjers tog då ofta hand om att finslipa detaljerna med dess eventuella ändringar och beräkningar. När verksamheten växte blev den aktiva rollen som byggledare för betungande, vilket överläts på en kollega. 
Gjers ägnade sig främst åt turbinkonstruktioner och förbättrade befintliga konstruktioner, för att anpassa dem till lokala förhållanden. Byrån tog fram en Strålturbin som var en vertikal aktionsturbin vilken blev tillverkad i olika skalningstorlekar. Denna blev senare omkonstruerad till en horisontell reaktionsturbin, som blev kallas 1:a klass Spiralsugturbin. Byrån hade ingen egen tillverkning utan samarbetade med olika verkstäder som Arboga Mekaniska Verkstad, Brefvens bruk i Närke, Nydqvist & Holm i Trollhättan (Nohab) och Karlstads Mekaniska Werkstad.
Företaget utförde totalprojekteringar för större järnbruk. Ex vis Björneborgs Järnbruk under 1870-talet. Järnbruket har under många år varit tillverkare av mycket stora järn- och stålprodukter som kanonrör till Bofors. Qvist och Gjers utförde konstruktion av gasgenerator och vällugnar för dessa. Konstruktionerna som ritningar var av mycket hög klass.
I början av 1890-talet fick Qvist & Gjers uppdraget att projektera Hellsjöns kraftverk åt Grängesbergs Konst- och Jernvägs-Aktiebolag. Qvist & Gjers konstruerade de fem 1:a klass Spiralsugturbinerna till Hellsjön, vilka tillverkades av Arboga Mekaniska Verkstad. 
När Samuel Gjers dog år 1900 fortsatte dennes son John Gjers, som kompanjon till Leonard Qvist. 
I Qvist & Gjers arkiv på Tekniska museet finns drygt 5000 ritningar från tiden 1872-1923.